# Meruliopsis
Meruliopsis là một chi nấm thuộc họ Phanerochaetaceae.